# Torsbo, Ulricehamn
Torsbo är en småort i Gällstads socken  i Ulricehamns kommun.

## Näringsliv
Samhället var länge uppbyggt kring textil- och konfektionsindustri med Eiser som största arbetsgivare. 

## Idrott
I Torsbo återfinns även fotbollsplanen Skogsvallen, som en gång var hemmaplan åt Torsbo IF. Laget lades ner 1987. Under 1940-talet var klubben ett av de bättre i regionen.